# Gregory Goodwin Pincus
El Dr. Gregory Pincus (9 de abril de 1903 - 22 de agosto de 1967) fue un biólogo e investigador estadounidense, uno de los inventores de la píldora anticonceptiva.

## Primeros años
Gregory Goodwin Pincus nació en Woodbine, Nueva Jersey en una familia judía, y declaró que dos tíos, ambos científicos agricultores, fueron su inspiración para ser investigador científico. Asistió a la Universidad Cornell, de la cual egresó con un título en agricultura en 1924. Más tarde ingresó en la Universidad Harvard, en donde se desempeñó como instructor de Zoología mientras estudiaba para doctorarse. Desde 1927 hasta 1930 dejó Harvard y fue a la Universidad de Cambridge en Inglaterra, y luego al Instituto Kaiser Wilhelm de Biología con Richard Goldschmidt en Berlín en donde se dedicó de lleno a la investigación. En 1930 volvió a Harvard para trabajar como instructor de Fisiología General y en 1931 fue ascendido a profesor asistente.

## Obra
El Dr. Pincus comenzó a estudiar biología hormonal y esteroides a principios de su carrera. Su primer logro llegó rápidamente, cuando logró producir fertilización in vitro en conejos en 1934. Sus experimentos, relacionados con la partenogénesis, produjeron un conejo que apareció en la portada de la revista Look en 1937. En 1944, el Dr. Pincus cofundó el Worcester Foundation for Experimental Biology en Shrewsbury, Massachusetts.
En 1951 en la Ciudad de México el ingeniero químico de origen nayarita Luis Ernesto Miramontes Cárdenas y el doctor Pincus sintetizaron la hormona que sirvió de base para crear la primera píldora anticonceptiva (noretisterona). Margaret Sanger conoció a Pincus en una cena organizada por Abraham Stone, director del Margaret Sanger Research Bureau y director médico y vicepresidente de Planned Parenthood Federation of America (PPFA), y consiguió que el PPFA le otorgase una beca a Pincus para comenzar con sus investigaciones relacionadas con las hormonas y la anticoncepción. Pincus, junto con Min Chueh Chang, confirmó que la progesterona podría actuar como inhibidora de la ovulación.
En 1952, Sanger le comentó a su amiga Katharine McCormick sobre las investigaciones de Pincus y Chang. Frustrados por el poco interés y apoyo del PPFA, en 1953 McCormick y Sanger se encontraron con Pincus para incrementar los fondos para los estudios. Para probar la seguridad de "la píldora", tenían que realizarse pruebas con humanos. Estas se llevaron a cabo con pacientes estériles del Dr. John Rock en Brookline, Massachusetts usando progesterona en 1953 y más tarde tres progestinas diferentes en 1954.
Las pruebas de la píldora como anticonceptivo no podían llevarse a cabo en Massachusetts porque allí el apoyo a la anticoncepción era un delito. Puerto Rico fue seleccionado como sitio de pruebas en 1955, en parte porque había sesenta y siete clínicas de control de la natalidad al servicio de las mujeres de bajos ingresos de la isla. Las pruebas comenzaron en 1956 y fueron supervisadas por el Dr. Edris Rice-Wray.
Algunas de las mujeres experimentaron efectos secundarios provocados por "la píldora" (Enovid) y Rice-Wray le escribió a Pincus reportando que el Enovid "ofrece una protección del cien por ciento contra el embarazo, pero tiene demasiados efectos secundarios para ser aceptable". El desacuerdo de Pincus y Rock basó sus experiencias con los pacientes en Massachusetts y llevó a descubrir que los placebos pueden causar efectos similares. Las pruebas se incrementaron y se expandieron a Haití, México y Los Ángeles, en donde un gran número de mujeres estuvieron dispuestas a probar esta forma anticonceptiva.
En mayo de 1960, el FDA amplió las indicaciones aprobadas del Enovid para incluir la anticoncepción.

## Fallecimiento
Falleció en 1967 de mielofibrosis, una rara enfermedad de la sangre. Tenía sesenta y cuatro años de edad y vivía en Northborough, Massachusetts.